# Макаренко, Сергей Лаврентьевич
Серге́й Лавре́нтьевич Мака́ренко (род. 11 сентября 1937, Кривой Рог, Днепропетровская область) — советский спортсмен (гребля на байдарках и каноэ), заслуженный мастер спорта СССР (1960), заслуженный тренер Беларуси, заслуженный деятель физической культуры и спорта.

## Биография
Родился 11 сентября 1937 года в городе Кривой Рог.
В 1954 году окончил среднюю школу № 7 города Брест.
Член КПСС с 1965 года. В 1969 году окончил Белорусский ГИФК, преподаватель. Выступал за «Спартак» (Брест).

## Награды и звания
- Олимпийский чемпион (1960, Рим) на каноэ-двойке с Леонидом Гейштором на дистанции 1000 м;
- чемпион мира (1963);
- чемпион Европы (1961, 1963);
- чемпион СССР (1961—1963) на дистанции 1000 м[3];
- чемпион СССР (1959—1963) на дистанции 10 км[3];
- Орден «Знак Почёта» (16.09.1960) — за успешные выступления в XVII летних и VIII зимних Олимпийских играх 1960 года, а также за выдающиеся спортивные достижения[4];
- орден Почёта (2017)[5].